# 에블린 퍼치
에블린 펄 퍼치(Evelyn Pearl Furtsch, 1914년 4월 17일 ~ 2015년 3월 5일)는 미국의 여자 육상 선수이다. 1932년 로스앤젤레스 올림픽에서 육상 여자 400m 릴레이 금메달을 획득하였다.
101세의 나이로 캘리포니아주 샌타애나에서 사망하였다.